# Eulòfids
Els eulòfids (Eulophidae) són una gran família d'himenòpters apòcrits de la superfamília dels calcidoïdeus, amb més de 6038 espècies agrupats en cinc subfamílies. Van ser descrits per l'entomòleg John Obadiah Westwood el 1829. La gran majoria són parasitoides i alguns s'utilitzen en el control biològic d'insectes invasors o pestífers.
Els eulòfids són uns insectes diminuts i difícils d'estudiar perquè es deterioren ràpidament un cop morts, a menys que es conservin en alcohol.

## Història natural
Les larves d'unes poques espècies s'alimenten de plantes però la majoria són parasitoides d'una gran varietat d'artròpodes, especialment Lepidoptera, Coleoptera, Diptera, Hymenoptera i Homoptera. Els ataquen en diferents estats de desenvolupament, fins i tot n'hi ha alguns que s'especialitzen en ous, com Closterocerus ruforum o Baryscapus servadeii. A més dels grups esmentats, alguns són paràsits de tisanòpters, la qual cosa és poc comú entre els himenòpters paràsits.
Com a reguladors de les poblacions d'artròpodes terrestres contribueixen a mantenir l'equilibri dels ecosistemes.

## Taxonomia
La família conté la subfamília dels Elasminae que conté el gènere Elasmus que abans formava part de la família Elasmidae.